# Anacraga mesoa
Anacraga mesoa is een vlinder uit de familie van de Dalceridae. De wetenschappelijke naam van de soort is voor het eerst geldig gepubliceerd in 1887 door Druce.